# ATP World Tour 2011

Das Logo der ATP World Tour 2011

Die ATP World Tour 2011 war die höchste Wettbewerbsserie im männlichen Profitennis im Jahr 2011 und wurde von der ATP organisiert. Sie bestand aus den vier Grand-Slam-Turnieren (von der ITF betreut) sowie aus den ATP World Tour Masters 1000, den ATP World Tour 500 und denn ATP World Tour 250 in absteigender Bedeutung. Darüber hinaus gehören die ATP World Tour Finals, der Davis Cup sowie der Hopman Cup dazu. Letztere beiden wurden wie die Grand-Slams von der ITF organisiert. Der Hopman Cup schüttete als einziger keine Punkte für die Tennisweltrangliste aus. Zurückgekehrt in den Terminkalender waren in diesem Jahr das Turnier in Kitzbühel. Komplett neu war das Turnier in Winston-Salem, welches das Turnier in New Haven ersetzte.

## Tourinformationen
Es wurden im Jahr 2011 insgesamt 68 Turniere in 32 Ländern auf sechs Kontinenten ausgetragen. Dabei wurden insgesamt 81.236.440 US-Dollar an Preisgeld ausgeschüttet. Die finanziellen Verpflichtungen aller Turniere beliefen sich auf insgesamt 95.551.000 US-Dollar.
| Anzahl der Turniere nach Turnierserie |
| ------------------------------------- |
| 4 Grand-Slam-Turniere                 |
| ATP World Tour Finals                 |
| 9 ATP World Tour Masters 1000         |
| 11 ATP World Tour 500                 |
| 42 ATP World Tour 250                 |
| Davis Cup                             |
| Teamwettbewerbe                       |

### Länder
| Anzahl der Turniere nach Ländern | Anzahl der Turniere nach Ländern | Anzahl der Turniere nach Ländern |
| -------------------------------- | -------------------------------- | -------------------------------- |
| 13 Vereinigte Staaten            | 02 Schweden                      | 01 Monaco                        |
| 06 Frankreich                    | 02 Schweiz                       | 01 Marokko                       |
| 05 Deutschland                   | 01 Argentinien                   | 01 Neuseeland                    |
| 04 Vereinigtes Königreich        | 01 Brasilien                     | 01 Portugal                      |
| 03 Spanien                       | 01 Kanada                        | 01 Katar                         |
| 04 Australien                    | 01 Chile                         | 01 Rumänien                      |
| 02 Österreich                    | 01 Indien                        | 01 Serbien                       |
| 02 Volksrepublik China           | 01 Italien                       | 01 Südafrika                     |
| 02 Kroatien                      | 01 Japan                         | 01 Thailand                      |
| 02 Niederlande                   | 01 Malaysia                      | 01 Vereinigte Arabische Emirate  |
| 02 Russland                      | 01 Mexiko                        |                                  |

## Turnierplan

### Januar
| Datum  | Turnier | Sieger                           | Finalgegner                     | Ergebnis          |
| ------ | --- | -------------------------------- | ------------------------------- | ----------------- |
| 03.01. | Hopman Cup Perth, Australien Hartplatz (i) 8 MX                                                                   | Vereinigte Staaten               | Belgien                         | 2:1               |
| 03.01. | Brisbane International Brisbane, Australien ATP World Tour 250 – Hartplatz 32E / 16D – $ 422.300 / $ 474.050      | Robin Söderling                  | Andy Roddick                    | 6:3, 7:5          |
| 03.01. | Brisbane International Brisbane, Australien ATP World Tour 250 – Hartplatz 32E / 16D – $ 422.300 / $ 474.050      | Lukáš Dlouhý Paul Hanley         | Robert Lindstedt Horia Tecău    | 6:4 aufgg.        |
| 03.01. | Aircel Chennai Open Chennai, Indien ATP World Tour 250 – Hartplatz 32E / 16D – $ 398.250 / $ 450.000              | Stan Wawrinka                    | Xavier Malisse                  | 7:5, 4:6, 6:1     |
| 03.01. | Aircel Chennai Open Chennai, Indien ATP World Tour 250 – Hartplatz 32E / 16D – $ 398.250 / $ 450.000              | Mahesh Bhupathi Leander Paes     | Robin Haase David Martin        | 6:2, 6:73, [10:7] |
| 03.01. | Qatar ExxonMobil Open Doha, Katar ATP World Tour 250 – Hartplatz 32E / 16D – $ 1.024.000 / $ 1.110.250            | Roger Federer                    | Nikolai Dawydenko               | 6:3, 6:4          |
| 03.01. | Qatar ExxonMobil Open Doha, Katar ATP World Tour 250 – Hartplatz 32E / 16D – $ 1.024.000 / $ 1.110.250            | Marc López Rafael Nadal          | Daniele Bracciali Andreas Seppi | 6:3, 7:64         |
| 10.01. | Medibank International Sydney Sydney, Australien ATP World Tour 250 – Hartplatz 28E / 16D – $ 422.300 / $ 474.050 | Gilles Simon                     | Viktor Troicki                  | 7:5, 7:64         |
| 10.01. | Medibank International Sydney Sydney, Australien ATP World Tour 250 – Hartplatz 28E / 16D – $ 422.300 / $ 474.050 | Lukáš Dlouhý Paul Hanley         | Bob Bryan Mike Bryan            | 6:76, 6:3, [10:5] |
| 10.01. | Heineken Open Auckland, Neuseeland ATP World Tour 250 – Hartplatz 28E / 16D – $ 398.250 / $ 450.000               | David Ferrer                     | David Nalbandian                | 6:3, 6:2          |
| 10.01. | Heineken Open Auckland, Neuseeland ATP World Tour 250 – Hartplatz 28E / 16D – $ 398.250 / $ 450.000               | Marcel Granollers Tommy Robredo  | Johan Brunström Stephen Huss    | 6:4, 7:66         |
| 17.01. | Australian Open Melbourne, Australien Grand Slam – Hartplatz 128E / 64D / 32MX – A$ 25.000.000                    | Novak Đoković                    | Andy Murray                     | 6:4, 6:2, 6:3     |
| 17.01. | Australian Open Melbourne, Australien Grand Slam – Hartplatz 128E / 64D / 32MX – A$ 25.000.000                    | Bob Bryan Mike Bryan             | Mahesh Bhupathi Leander Paes    | 6:3, 6:4          |
| 17.01. | Australian Open Melbourne, Australien Grand Slam – Hartplatz 128E / 64D / 32MX – A$ 25.000.000                    | Katarina Srebotnik Daniel Nestor | Chan Yung-jan Paul Hanley       | 6:3, 3:6, [10:7]  |
| 31.01. | Movistar Open Santiago de Chile, Chile ATP World Tour 250 – Sand 32E / 16D – $ 398.250 / $ 450.000                | Tommy Robredo                    | Santiago Giraldo                | 6:2, 2:6, 7:65    |
| 31.01. | Movistar Open Santiago de Chile, Chile ATP World Tour 250 – Sand 32E / 16D – $ 398.250 / $ 450.000                | Marcelo Melo Bruno Soares        | Łukasz Kubot Oliver Marach      | 6:3, 7:63         |
| 31.01. | PBZ Zagreb Indoors Zagreb, Kroatien ATP World Tour 250 – Hartplatz (i) 32E / 16D – € 398.250 / € 450.000          | Ivan Dodig                       | Michael Berrer                  | 6:3, 6:4          |
| 31.01. | PBZ Zagreb Indoors Zagreb, Kroatien ATP World Tour 250 – Hartplatz (i) 32E / 16D – € 398.250 / € 450.000          | Dick Norman Horia Tecău          | Marcel Granollers Marc López    | 6:3, 6:4          |
| 31.01. | SA Tennis Open Johannesburg, Südafrika ATP World Tour 250 – Hartplatz 32E / 16D – $ 442.500 / $ 500.000           | Kevin Anderson                   | Somdev Devvarman                | 4:6, 6:3, 6:2     |
| 31.01. | SA Tennis Open Johannesburg, Südafrika ATP World Tour 250 – Hartplatz 32E / 16D – $ 442.500 / $ 500.000           | Jamie Cerretani Adil Shamasdin   | Scott Lipsky Rajeev Ram         | 6:3, 3:6, [10:7]  |

### Februar
| Datum   | Turnier | Sieger                             | Finalgegner                         | Ergebnis                |
| ------- | --- | ---------------------------------- | ----------------------------------- | ----------------------- |
| 07.02.  | Brasil Open Costa do Sauípe, Brasilien ATP World Tour 250 – Sand 28E / 16D – $ 470.000 / $ 527.700                                                | Nicolás Almagro                    | Oleksandr Dolhopolow                | 6:3, 7:63               |
| 07.02.  | Brasil Open Costa do Sauípe, Brasilien ATP World Tour 250 – Sand 28E / 16D – $ 470.000 / $ 527.700                                                | Marcelo Melo Bruno Soares          | Pablo Andújar Daniel Gimeno Traver  | 7:64, 6:3               |
| 07.02.  | ABN AMRO World Tennis Tournament Rotterdam, Niederlande ATP World Tour 500 – Hartplatz (i) 32E / 16D – € 1.150.000 / € 1.445.000                  | Robin Söderling                    | Jo-Wilfried Tsonga                  | 6:3, 3:6, 6:3           |
| 07.02.  | ABN AMRO World Tennis Tournament Rotterdam, Niederlande ATP World Tour 500 – Hartplatz (i) 32E / 16D – € 1.150.000 / € 1.445.000                  | Jürgen Melzer Philipp Petzschner   | Michaël Llodra Nenad Zimonjić       | 4:6, 6:3, [10:5]        |
| 07.02.  | SAP Open San José, Vereinigte Staaten ATP World Tour 250 – Hartplatz (i) 32E / 16D – $ 531.000 / $ 600.000                                        | Milos Raonic                       | Fernando Verdasco                   | 7:66, 7:65              |
| 07.02.  | SAP Open San José, Vereinigte Staaten ATP World Tour 250 – Hartplatz (i) 32E / 16D – $ 531.000 / $ 600.000                                        | Scott Lipsky Rajeev Ram            | Alejandro Falla Xavier Malisse      | 6:4, 4:6, [10:8]        |
| 14.02.  | Copa Claro Buenos Aires, Argentinien ATP World Tour 250 – Sand 32E / 16D – $ 478.900 / $ 547.900                                                  | Nicolás Almagro                    | Juan Ignacio Chela                  | 6:3, 3:6, 6:4           |
| 14.02.  | Copa Claro Buenos Aires, Argentinien ATP World Tour 250 – Sand 32E / 16D – $ 478.900 / $ 547.900                                                  | Oliver Marach Leonardo Mayer       | Franco Ferreiro André Sá            | 7:66, 6:3               |
| 14.02.  | Open 13 Marseille, Frankreich ATP World Tour 250 – Hartplatz (i) 28E / 16D – € 512.750 / € 576.000                                                | Robin Söderling                    | Marin Čilić                         | 6:78, 6:3, 6:3          |
| 14.02.  | Open 13 Marseille, Frankreich ATP World Tour 250 – Hartplatz (i) 28E / 16D – € 512.750 / € 576.000                                                | Robin Haase Ken Skupski            | Julien Benneteau Jo-Wilfried Tsonga | 6:4, 6:74, [13:11]      |
| 14.02.  | Regions Morgan Keegan Championships Memphis, Vereinigte Staaten ATP World Tour 500 – Hartplatz (i) 32E / 16D – $ 1.100.000 / $ 1.226.500          | Andy Roddick                       | Milos Raonic                        | 7:67, 6:711, 7:5        |
| 14.02.  | Regions Morgan Keegan Championships Memphis, Vereinigte Staaten ATP World Tour 500 – Hartplatz (i) 32E / 16D – $ 1.100.000 / $ 1.226.500          | Maks Mirny Daniel Nestor           | Eric Butorac Jean-Julien Rojer      | 6:2, 6:76, [10:3]       |
| 21.02.  | Delray Beach International Tennis Championships Delray Beach, Vereinigte Staaten ATP World Tour 250 – Hartplatz 32E / 16D – $ 442.500 / $ 500.000 | Juan Martín del Potro              | Janko Tipsarević                    | 6:4, 6:4                |
| 21.02.  | Delray Beach International Tennis Championships Delray Beach, Vereinigte Staaten ATP World Tour 250 – Hartplatz 32E / 16D – $ 442.500 / $ 500.000 | Scott Lipsky Rajeev Ram            | Christopher Kas Alexander Peya      | 4:6, 6:4, [10:3]        |
| 21.02.  | Abierto Mexicano Telcel Acapulco, Mexiko ATP World Tour 500 – Sand 32E / 16D – $ 1.100.000 / $ 1.226.500                                          | David Ferrer                       | Nicolás Almagro                     | 7:64, 6:72, 6:2         |
| 21.02.  | Abierto Mexicano Telcel Acapulco, Mexiko ATP World Tour 500 – Sand 32E / 16D – $ 1.100.000 / $ 1.226.500                                          | Victor Hănescu Horia Tecău         | Marcelo Melo Bruno Soares           | 6:1, 6:3                |
| 21.02.  | Dubai Duty Free Tennis Championships Dubai, Vereinigte Arabische Emirate ATP World Tour 500 – Hartplatz 32E / 16D – $ 1.619.500 / $ 2.233.000     | Novak Đoković                      | Roger Federer                       | 6:3, 6:3                |
| 21.02.  | Dubai Duty Free Tennis Championships Dubai, Vereinigte Arabische Emirate ATP World Tour 500 – Hartplatz 32E / 16D – $ 1.619.500 / $ 2.233.000     | Michail Juschny Serhij Stachowskyj | Jérémy Chardy Feliciano López       | 4:6, 6:3, [10:3]        |
| 028.02. | Davis Cup – Erste Runde | Davis Cup – Erste Runde            | Davis Cup – Erste Runde             | Davis Cup – Erste Runde |

### März
| Datum  | Turnier | Sieger                              | Finalgegner                 | Ergebnis          |
| ------ | --- | ----------------------------------- | --------------------------- | ----------------- |
| 10.03. | BNP Paribas Open Indian Wells, Vereinigte Staaten ATP World Tour Masters 1000 – Hartplatz 96E / 32D – $ 3.645.000 / $ 4.500.000 | Novak Đoković                       | Rafael Nadal                | 4:6, 6:3, 6:2     |
| 10.03. | BNP Paribas Open Indian Wells, Vereinigte Staaten ATP World Tour Masters 1000 – Hartplatz 96E / 32D – $ 3.645.000 / $ 4.500.000 | Oleksandr Dolhopolow Xavier Malisse | Roger Federer Stan Wawrinka | 6:4, 6:7, [10:7]  |
| 23.03. | Sony Ericsson Open Miami, Vereinigte Staaten ATP World Tour Masters 1000 – Hartplatz 96E / 32D – $ 3.973.050 / $ 4.500.000      | Novak Đoković                       | Rafael Nadal                | 4:6, 6:3, 7:64    |
| 23.03. | Sony Ericsson Open Miami, Vereinigte Staaten ATP World Tour Masters 1000 – Hartplatz 96E / 32D – $ 3.973.050 / $ 4.500.000      | Mahesh Bhupathi Leander Paes        | Daniel Nestor Maks Mirny    | 6:75, 6:2, [10:5] |

### April
| Datum  | Turnier | Sieger                          | Finalgegner                     | Ergebnis          |
| ------ | --- | ------------------------------- | ------------------------------- | ----------------- |
| 04.04. | US Men’s Clay Court Championships Houston, Vereinigte Staaten ATP World Tour 250 – Sand 28E / 16D – $ 442.500 / $ 500.000 | Ryan Sweeting                   | Kei Nishikori                   | 6:4, 7:63         |
| 04.04. | US Men’s Clay Court Championships Houston, Vereinigte Staaten ATP World Tour 250 – Sand 28E / 16D – $ 442.500 / $ 500.000 | Bob Bryan Mike Bryan            | John Isner Sam Querrey          | 6:74, 6:2, [10:5] |
| 04.04. | Grand Prix Hassan II Casablanca, Marokko ATP World Tour 250 – Sand 28E / 16D – € 398.250 / € 450.000                      | Pablo Andújar                   | Potito Starace                  | 6:1, 6:2          |
| 04.04. | Grand Prix Hassan II Casablanca, Marokko ATP World Tour 250 – Sand 28E / 16D – € 398.250 / € 450.000                      | Robert Lindstedt Horia Tecău    | Colin Fleming Igor Zelenay      | 6:2, 6:1          |
| 11.04. | Monte-Carlo Rolex Masters Monaco ATP World Tour Masters 1000 – Sand 56E / 24D – € 2.227.500 / € 2.543.750                 | Rafael Nadal                    | David Ferrer                    | 6:4, 7:5          |
| 11.04. | Monte-Carlo Rolex Masters Monaco ATP World Tour Masters 1000 – Sand 56E / 24D – € 2.227.500 / € 2.543.750                 | Bob Bryan Mike Bryan            | Juan Ignacio Chela Bruno Soares | 6:3, 6:2          |
| 18.04. | Barcelona Open Banc Sabadell Barcelona, Spanien ATP World Tour 500 – Sand 56E / 24D – € 1.550.000 / € 1.995.000           | Rafael Nadal                    | David Ferrer                    | 6:2, 6:4          |
| 18.04. | Barcelona Open Banc Sabadell Barcelona, Spanien ATP World Tour 500 – Sand 56E / 24D – € 1.550.000 / € 1.995.000           | Santiago González Scott Lipsky  | Bob Bryan Mike Bryan            | 5:7, 6:2, [12:10] |
| 25.04. | BMW Open München, Deutschland ATP World Tour 250 – Sand 32E / 16D – € 398.250 / € 450.000                                 | Nikolai Dawydenko               | Florian Mayer                   | 6:3, 3:6, 6:1     |
| 25.04. | BMW Open München, Deutschland ATP World Tour 250 – Sand 32E / 16D – € 398.250 / € 450.000                                 | Simone Bolelli Horacio Zeballos | Andreas Beck Christopher Kas    | 7:63, 6:4         |
| 25.04. | Estoril Open Estoril, Portugal ATP World Tour 250 – Sand 28E / 16D – € 398.250 / € 450.000                                | Juan Martín del Potro           | Fernando Verdasco               | 6:2, 6:2          |
| 25.04. | Estoril Open Estoril, Portugal ATP World Tour 250 – Sand 28E / 16D – € 398.250 / € 450.000                                | Eric Butorac Jean-Julien Rojer  | Marc López David Marrero        | 6:3, 6:2          |
| 25.04. | Serbia Open Belgrad, Serbien ATP World Tour 250 – Sand 28E / 16D – € 373.200 / € 424.950                                  | Novak Đoković                   | Feliciano López                 | 7:64, 6:2         |
| 25.04. | Serbia Open Belgrad, Serbien ATP World Tour 250 – Sand 28E / 16D – € 373.200 / € 424.950                                  | František Čermák Filip Polášek  | Oliver Marach Alexander Peya    | 7:5, 6:2          |

### Mai
| Datum  | Turnier | Sieger                         | Finalgegner                          | Ergebnis            |
| ------ | --- | ------------------------------ | ------------------------------------ | ------------------- |
| 02.05. | Mutua Madrid Open Madrid, Spanien ATP World Tour Masters 1000 – Sand 56E / 24D – € 2.835.000 / € 3.700.000           | Novak Đoković                  | Rafael Nadal                         | 7:5, 6:4            |
| 02.05. | Mutua Madrid Open Madrid, Spanien ATP World Tour Masters 1000 – Sand 56E / 24D – € 2.835.000 / € 3.700.000           | Bob Bryan Mike Bryan           | Michaël Llodra Nenad Zimonjić        | 6:3, 6:3            |
| 09.05. | Internazionali BNL d’Italia Rom, Italien ATP World Tour Masters 1000 – Sand 56E / 24D – € 2.227.500 / € 2.750.000    | Novak Đoković                  | Rafael Nadal                         | 6:4, 6:4            |
| 09.05. | Internazionali BNL d’Italia Rom, Italien ATP World Tour Masters 1000 – Sand 56E / 24D – € 2.227.500 / € 2.750.000    | John Isner Sam Querrey         | Mardy Fish Andy Roddick              | kampflos            |
| 16.05. | Open de Nice Côte d’Azur Nizza, Frankreich ATP World Tour 250 – Sand 28E / 16D – € 398.250 / € 450.000               | Nicolás Almagro                | Victor Hănescu                       | 6:75, 6:3, 6:3      |
| 16.05. | Open de Nice Côte d’Azur Nizza, Frankreich ATP World Tour 250 – Sand 28E / 16D – € 398.250 / € 450.000               | Eric Butorac Jean-Julien Rojer | Santiago González David Marrero      | 6:3, 6:4            |
| 16.05. | ARAG ATP World Team Championship Düsseldorf, Deutschland ATP World Tour 250 – Sand 8 Teams – € 750.000 / € 1.075.000 | Deutschland                    | Argentinien                          | 2:1                 |
| 23.05. | French Open Paris, Frankreich Grand Slam – Sand 128E / 64D / 32MX – € 17.520.000                                     | Rafael Nadal                   | Roger Federer                        | 7:5, 7:63, 5:7, 6:1 |
| 23.05. | French Open Paris, Frankreich Grand Slam – Sand 128E / 64D / 32MX – € 17.520.000                                     | Maks Mirny Daniel Nestor       | Juan Sebastián Cabal Eduardo Schwank | 7:63, 3:6, 6:4      |
| 23.05. | French Open Paris, Frankreich Grand Slam – Sand 128E / 64D / 32MX – € 17.520.000                                     | Casey Dellacqua Scott Lipsky   | Katarina Srebotnik Nenad Zimonjić    | 7:66, 4:6, [10:7]   |

### Juni
| Datum  | Turnier | Sieger                             | Finalgegner                    | Ergebnis               |
| ------ | --- | ---------------------------------- | ------------------------------ | ---------------------- |
| 06.06. | Gerry Weber Open Halle, Deutschland ATP World Tour 250 – Rasen 32E / 16D – € 639.150 / € 750.000                    | Philipp Kohlschreiber              | Philipp Petzschner             | 7:65, 2:0 aufgg.       |
| 06.06. | Gerry Weber Open Halle, Deutschland ATP World Tour 250 – Rasen 32E / 16D – € 639.150 / € 750.000                    | Rohan Bopanna Aisam-ul-Haq Qureshi | Robin Haase Milos Raonic       | 7:68, 3:6, [11:9]      |
| 06.06. | AEGON Championships London, Vereinigtes Königreich ATP World Tour 250 – Rasen 56E / 24D – € 608.000 / € 694.250     | Andy Murray                        | Jo-Wilfried Tsonga             | 3:6, 7:62, 6:4         |
| 06.06. | AEGON Championships London, Vereinigtes Königreich ATP World Tour 250 – Rasen 56E / 24D – € 608.000 / € 694.250     | Bob Bryan Mike Bryan               | Mahesh Bhupathi Leander Paes   | 6:72, 7:64, [10:6]     |
| 13.06. | UNICEF Open ’s-Hertogenbosch, Niederlande ATP World Tour 250 – Rasen 32E / 16D – € 398.250 / € 450.000              | Dmitri Tursunow                    | Ivan Dodig                     | 6:3, 6:2               |
| 13.06. | UNICEF Open ’s-Hertogenbosch, Niederlande ATP World Tour 250 – Rasen 32E / 16D – € 398.250 / € 450.000              | Daniele Bracciali František Čermák | Robert Lindstedt Horia Tecău   | 6:3, 2:6, [10:8]       |
| 13.06. | AEGON International Eastbourne, Vereinigtes Königreich ATP World Tour 250 – Rasen 32E / 16D – € 410.925 / € 462.675 | Andreas Seppi                      | Janko Tipsarević               | 7:65, 3:6, 5:3, aufgg. |
| 13.06. | AEGON International Eastbourne, Vereinigtes Königreich ATP World Tour 250 – Rasen 32E / 16D – € 410.925 / € 462.675 | Jonathan Erlich Andy Ram           | Grigor Dimitrow Andreas Seppi  | 6:3, 6:3               |
| 20.06. | Wimbledon Championships Wimbledon, Vereinigtes Königreich Grand Slam – Rasen 128E / 64D / 48MX – £ 14.600.000       | Novak Đoković                      | Rafael Nadal                   | 6:4, 6:1, 1:6, 6:3     |
| 20.06. | Wimbledon Championships Wimbledon, Vereinigtes Königreich Grand Slam – Rasen 128E / 64D / 48MX – £ 14.600.000       | Bob Bryan Mike Bryan               | Robert Lindstedt Horia Tecău   | 6:3, 6:4, 7:62         |
| 20.06. | Wimbledon Championships Wimbledon, Vereinigtes Königreich Grand Slam – Rasen 128E / 64D / 48MX – £ 14.600.000       | Iveta Benešová Jürgen Melzer       | Jelena Wesnina Mahesh Bhupathi | 6:3, 6:2               |

### Juli
| Datum  | Turnier | Sieger                                       | Finalgegner                      | Ergebnis                  |
| ------ | --- | -------------------------------------------- | -------------------------------- | ------------------------- |
| 04.07. | Campbell’s Hall of Fame Championships Open Newport, Vereinigte Staaten ATP World Tour 250 – Rasen 32E / 16D – $ 442.500 / $ 500.000 | John Isner                                   | Olivier Rochus                   | 6:3, 7:66                 |
| 04.07. | Campbell’s Hall of Fame Championships Open Newport, Vereinigte Staaten ATP World Tour 250 – Rasen 32E / 16D – $ 442.500 / $ 500.000 | Matthew Ebden Ryan Harrison                  | Johan Brunström Adil Shamasdin   | 4:6, 6:3, [10:5]          |
| 08.07. | Davis Cup – Viertelfinale | Davis Cup – Viertelfinale                    | Davis Cup – Viertelfinale        | Davis Cup – Viertelfinale |
| 11.07. | SkiStar Swedish Open Båstad, Schweden ATP World Tour 250 – Sand 28E / 16D – € 398.250 / € 450.000                                   | Robin Söderling                              | David Ferrer                     | 6:2, 6:2                  |
| 11.07. | SkiStar Swedish Open Båstad, Schweden ATP World Tour 250 – Sand 28E / 16D – € 398.250 / € 450.000                                   | Robert Lindstedt Horia Tecău                 | Simon Aspelin Andreas Siljeström | 6:3, 6:3                  |
| 11.07. | MercedesCup Stuttgart, Deutschland ATP World Tour 250 – Sand 28E / 16D – € 398.250 / € 450.000                                      | Juan Carlos Ferrero                          | Pablo Andújar                    | 6:4, 6:0                  |
| 11.07. | MercedesCup Stuttgart, Deutschland ATP World Tour 250 – Sand 28E / 16D – € 398.250 / € 450.000                                      | Jürgen Melzer Philipp Petzschner             | Marcel Granollers Marc López     | 6:3, 6:4                  |
| 18.07. | Bet-at-home Open German Tennis Championships Hamburg, Deutschland ATP World Tour 500 – Sand 48E / 16D – € 1.000.000 / € 1.115.000   | Gilles Simon                                 | Nicolás Almagro                  | 6:4, 4:6, 6:4             |
| 18.07. | Bet-at-home Open German Tennis Championships Hamburg, Deutschland ATP World Tour 500 – Sand 48E / 16D – € 1.000.000 / € 1.115.000   | Oliver Marach Alexander Peya                 | František Čermák Filip Polášek   | 6:4, 6:1                  |
| 18.07. | Atlanta Tennis Championships Atlanta, Vereinigte Staaten ATP World Tour 250 – Hartplatz 32E / 16D – $ 531.000 / $ 600.000           | Mardy Fish                                   | John Isner                       | 3:6, 7:66, 6:2            |
| 18.07. | Atlanta Tennis Championships Atlanta, Vereinigte Staaten ATP World Tour 250 – Hartplatz 32E / 16D – $ 531.000 / $ 600.000           | Alex Alexandrowitsch Bogomolow Matthew Ebden | Matthias Bachinger Frank Moser   | 3:6, 7:5, [10:8]          |
| 25.07. | Crédit Agricole Suisse Open Gstaad Gstaad, Schweiz ATP World Tour 250 – Sand 32E / 16D – € 398.250 / € 450.000                      | Marcel Granollers                            | Fernando Verdasco                | 6:4, 3:6, 6:3             |
| 25.07. | Crédit Agricole Suisse Open Gstaad Gstaad, Schweiz ATP World Tour 250 – Sand 32E / 16D – € 398.250 / € 450.000                      | František Čermák Filip Polášek               | Christopher Kas Alexander Peya   | 6:3, 7:67                 |
| 25.07. | Farmers Classic Los Angeles, Vereinigte Staaten ATP World Tour 250 – Hartplatz 28E / 16D – $ 619.500 / $ 700.000                    | Ernests Gulbis                               | Mardy Fish                       | 5:7, 6:4, 6:4             |
| 25.07. | Farmers Classic Los Angeles, Vereinigte Staaten ATP World Tour 250 – Hartplatz 28E / 16D – $ 619.500 / $ 700.000                    | Mark Knowles Xavier Malisse                  | Somdev Devvarman Treat Huey      | 7:63, 7:610               |
| 25.07. | ATP Studena Croatia Open Umag, Kroatien ATP World Tour 250 – Sand 32E / 16D – € 398.250 / € 450.000                                 | Oleksandr Dolhopolow                         | Marin Čilić                      | 6:4, 3:6, 6:3             |
| 25.07. | ATP Studena Croatia Open Umag, Kroatien ATP World Tour 250 – Sand 32E / 16D – € 398.250 / € 450.000                                 | Simone Bolelli Fabio Fognini                 | Marin Čilić Lovro Zovko          | 6:3, 5:7, [10:7]          |

### August
| Datum  | Turnier | Sieger                              | Finalgegner                          | Ergebnis            |
| ------ | --- | ----------------------------------- | ------------------------------------ | ------------------- |
| 01.08. | Legg Mason Tennis Classic Washington, Vereinigte Staaten ATP World Tour 250 – Hartplatz 48E / 16D – $ 1.049.760 / $ 1.286.260        | Radek Štěpánek                      | Gaël Monfils                         | 6:4, 6:4            |
| 01.08. | Legg Mason Tennis Classic Washington, Vereinigte Staaten ATP World Tour 250 – Hartplatz 48E / 16D – $ 1.049.760 / $ 1.286.260        | Michaël Llodra Nenad Zimonjić       | Robert Lindstedt Horia Tecău         | 6:73, 7:66, [10:7]  |
| 01.08. | bet-at-home Cup Kitzbühel Kitzbühel, Österreich ATP World Tour 250 – Sand 28E / 16D – € 398.25 / € 450.000                           | Robin Haase                         | Albert Montañés                      | 6:4, 4:6, 6:1       |
| 01.08. | bet-at-home Cup Kitzbühel Kitzbühel, Österreich ATP World Tour 250 – Sand 28E / 16D – € 398.25 / € 450.000                           | Daniele Bracciali Santiago González | Franco Ferreiro André Sá             | 7:61, 4:6, [11:9]   |
| 08.08. | Rogers Cup Montreal, Kanada ATP World Tour Masters 1000 – Hartplatz 56E / 32D – $ 2.430.000 / $ 3.000.000                            | Novak Đoković                       | Mardy Fish                           | 6:2, 3:6, 6:4       |
| 08.08. | Rogers Cup Montreal, Kanada ATP World Tour Masters 1000 – Hartplatz 56E / 32D – $ 2.430.000 / $ 3.000.000                            | Michaël Llodra Nenad Zimonjić       | Bob Bryan Mike Bryan                 | 6:4, 6:75, [10:5]   |
| 15.08. | Western & Southern Open Cincinnati, Vereinigte Staaten ATP World Tour Masters 1000 – Hartplatz 56E / 24D – $ 2.592.000 / $ 3.200.000 | Andy Murray                         | Novak Đoković                        | 6:4, 3:0 aufgg.     |
| 15.08. | Western & Southern Open Cincinnati, Vereinigte Staaten ATP World Tour Masters 1000 – Hartplatz 56E / 24D – $ 2.592.000 / $ 3.200.000 | Mahesh Bhupathi Leander Paes        | Michaël Llodra Nenad Zimonjić        | 7:64, 7:62          |
| 22.08. | Winston-Salem Open Winston-Salem, Vereinigte Staaten ATP World Tour 250 – Hartplatz 48E / 16D – $ 553.125 / $ 625.000                | John Isner                          | Julien Benneteau                     | 3:6, 6:4, 6:3       |
| 22.08. | Winston-Salem Open Winston-Salem, Vereinigte Staaten ATP World Tour 250 – Hartplatz 48E / 16D – $ 553.125 / $ 625.000                | Jonathan Erlich Andy Ram            | Christopher Kas Alexander Peya       | 7:62, 6:4           |
| 28.08. | US Open New York, Vereinigte Staaten Grand Slam – Hartplatz 128E / 64D / 32MX – $ 10.508.000                                         | Novak Đoković                       | Rafael Nadal                         | 6:2, 6:4, 6:73, 6:1 |
| 28.08. | US Open New York, Vereinigte Staaten Grand Slam – Hartplatz 128E / 64D / 32MX – $ 10.508.000                                         | Jürgen Melzer Philipp Petzschner    | Mariusz Fyrstenberg Marcin Matkowski | 6:2, 6:2            |
| 28.08. | US Open New York, Vereinigte Staaten Grand Slam – Hartplatz 128E / 64D / 32MX – $ 10.508.000                                         | Melanie Oudin Jack Sock             | Gisela Dulko Eduardo Schwank         | 7:64, 4:6, [10:8]   |

### September
| Datum  | Turnier | Sieger                             | Finalgegner                      | Ergebnis               |
| ------ | --- | ---------------------------------- | -------------------------------- | ---------------------- |
| 12.09. | Davis Cup – Halbfinale                                                                                     | Davis Cup – Halbfinale             | Davis Cup – Halbfinale           | Davis Cup – Halbfinale |
| 19.09. | BRD Năstase Țiriac Trophy Bukarest, Rumänien ATP World Tour 250 – Sand 28E / 16D – € 371.200 / € 422.950   | Florian Mayer                      | Pablo Andújar                    | 6:3, 6:1               |
| 19.09. | BRD Năstase Țiriac Trophy Bukarest, Rumänien ATP World Tour 250 – Sand 28E / 16D – € 371.200 / € 422.950   | Daniele Bracciali Potito Starace   | Julian Knowle David Marrero      | 3:6, 6:4, [10:8]       |
| 19.09. | Moselle Open Metz, Frankreich ATP World Tour 250 – Hartplatz (i) 28E / 16D – € 398.250 / € 450.000         | Jo-Wilfried Tsonga                 | Ivan Ljubičić                    | 6:3, 6:74, 6:3         |
| 19.09. | Moselle Open Metz, Frankreich ATP World Tour 250 – Hartplatz (i) 28E / 16D – € 398.250 / € 450.000         | Jamie Murray André Sá              | Lukáš Dlouhý Marcelo Melo        | 6:4, 7:67              |
| 26.09. | Malaysian Open Kuala Lumpur, Malaysia ATP World Tour 250 – Hartplatz (i) 28E / 16D – $ 850.000 / $ 947.750 | Janko Tipsarević                   | Marcos Baghdatis                 | 6:4, 7:5               |
| 26.09. | Malaysian Open Kuala Lumpur, Malaysia ATP World Tour 250 – Hartplatz (i) 28E / 16D – $ 850.000 / $ 947.750 | Eric Butorac Jean-Julien Rojer     | František Čermák Filip Polášek   | 6:1, 6:3               |
| 26.09. | PTT Thailand Open Bangkok, Thailand ATP World Tour 250 – Hartplatz (i) 28E / 16D – $ 587.000 / $ 644.500   | Andy Murray                        | Donald Young                     | 6:2, 6:0               |
| 26.09. | PTT Thailand Open Bangkok, Thailand ATP World Tour 250 – Hartplatz (i) 28E / 16D – $ 587.000 / $ 644.500   | Oliver Marach Aisam-ul-Haq Qureshi | Michael Kohlmann Alexander Waske | 7:64, 7:65             |

### Oktober
| Datum  | Turnier | Sieger                             | Finalgegner                         | Ergebnis          |
| ------ | --- | ---------------------------------- | ----------------------------------- | ----------------- |
| 03.10. | China Open Peking, Volksrepublik China ATP World Tour 500 – Hartplatz 32E / 16D – $ 2.100.000 / $ 3.336.500                        | Tomáš Berdych                      | Marin Čilić                         | 3:6, 6:4, 6:1     |
| 03.10. | China Open Peking, Volksrepublik China ATP World Tour 500 – Hartplatz 32E / 16D – $ 2.100.000 / $ 3.336.500                        | Michaël Llodra Nenad Zimonjić      | Robert Lindstedt Horia Tecău        | 7:62, 7:64        |
| 03.10. | Rakuten Japan Open Tennis Championships Tokio, Japan ATP World Tour 500 – Hartplatz 32E / 16D – $ 1.214.500 / $ 1.341.000          | Andy Murray                        | Rafael Nadal                        | 3:6, 6:2, 6:0     |
| 03.10. | Rakuten Japan Open Tennis Championships Tokio, Japan ATP World Tour 500 – Hartplatz 32E / 16D – $ 1.214.500 / $ 1.341.000          | Andy Murray Jamie Murray           | František Čermák Filip Polášek      | 6:1, 6:4          |
| 10.10. | Shanghai Rolex Masters Shanghai, Volksrepublik China ATP World Tour Masters 1000 – Hartplatz 56E / 24D – $ 3.240.000 / $ 5.250.000 | Andy Murray                        | David Ferrer                        | 7:5, 6:4          |
| 10.10. | Shanghai Rolex Masters Shanghai, Volksrepublik China ATP World Tour Masters 1000 – Hartplatz 56E / 24D – $ 3.240.000 / $ 5.250.000 | Maks Mirny Daniel Nestor           | Michaël Llodra Nenad Zimonjić       | 3:6, 6:1, [12:10] |
| 17.10. | Kremlin Cup Moskau, Russland ATP World Tour 250 – Hartplatz (i) 28E / 16D – $ 725.000 / $ 805.000                                  | Janko Tipsarević                   | Viktor Troicki                      | 6:4, 6:2          |
| 17.10. | Kremlin Cup Moskau, Russland ATP World Tour 250 – Hartplatz (i) 28E / 16D – $ 725.000 / $ 805.000                                  | František Čermák Filip Polášek     | Carlos Berlocq David Marrero        | 6:3, 6:1          |
| 17.10. | If Stockholm Open Stockholm, Schweden ATP World Tour 250 – Hartplatz (i) 28E / 16D – € 725.000 / € 805.000                         | Gaël Monfils                       | Jarkko Nieminen                     | 7:5, 3:6, 6:2     |
| 17.10. | If Stockholm Open Stockholm, Schweden ATP World Tour 250 – Hartplatz (i) 28E / 16D – € 725.000 / € 805.000                         | Rohan Bopanna Aisam-ul-Haq Qureshi | Marcelo Melo Bruno Soares           | 6:1, 6:3          |
| 24.10. | St. Petersburg Open Sankt Petersburg, Russland ATP World Tour 250 – Hartplatz (i) 32E / 16D – $ 663.750 / $ 750.000                | Marin Čilić                        | Janko Tipsarević                    | 6:3, 3:6, 6:2     |
| 24.10. | St. Petersburg Open Sankt Petersburg, Russland ATP World Tour 250 – Hartplatz (i) 32E / 16D – $ 663.750 / $ 750.000                | Colin Fleming Ross Hutchins        | Michail Jelgin Alexander Kudrjawzew | 6:3, 6:75, [10:8] |
| 24.10. | Erste Bank Open Wien, Österreich ATP World Tour 250 – Hartplatz (i) 28E / 16D – € 575.250 / € 650.000                              | Jo-Wilfried Tsonga                 | Juan Martín del Potro               | 6:75, 6:3, 6:4    |
| 24.10. | Erste Bank Open Wien, Österreich ATP World Tour 250 – Hartplatz (i) 28E / 16D – € 575.250 / € 650.000                              | Bob Bryan Mike Bryan               | Maks Mirny Daniel Nestor            | 7:610, 6:3        |
| 31.10. | Valencia Open 500 Valencia, Spanien ATP World Tour 500 – Hartplatz (i) 32E / 16D – € 1.357.000 / € 2.019.000                       | Marcel Granollers                  | Juan Mónaco                         | 6:2, 4:6, 7:63    |
| 31.10. | Valencia Open 500 Valencia, Spanien ATP World Tour 500 – Hartplatz (i) 32E / 16D – € 1.357.000 / € 2.019.000                       | Bob Bryan Mike Bryan               | Eric Butorac Jean-Julien Rojer      | 6:4, 7:69         |
| 31.10. | Swiss Indoors Basel Basel, Schweiz ATP World Tour 500 – Hartplatz (i) 32E / 16D – € 1.308.100 / € 1.838.100                        | Roger Federer                      | Kei Nishikori                       | 6:1, 6:3          |
| 31.10. | Swiss Indoors Basel Basel, Schweiz ATP World Tour 500 – Hartplatz (i) 32E / 16D – € 1.308.100 / € 1.838.100                        | Michaël Llodra Nenad Zimonjić      | Maks Mirny Daniel Nestor            | 6:4, 7:5          |

### November
| Datum  | Turnier | Sieger                             | Finalgegner                          | Ergebnis           |
| ------ | --- | ---------------------------------- | ------------------------------------ | ------------------ |
| 07.11. | BNP Paribas Masters Paris, Frankreich ATP World Tour Masters 1000 – Hartplatz (i) 48E / 24D – € 2.227.500 / € 2.750.000 | Roger Federer                      | Jo-Wilfried Tsonga                   | 6:1, 7:63          |
| 07.11. | BNP Paribas Masters Paris, Frankreich ATP World Tour Masters 1000 – Hartplatz (i) 48E / 24D – € 2.227.500 / € 2.750.000 | Rohan Bopanna Aisam-ul-Haq Qureshi | Julien Benneteau Nicolas Mahut       | 6:2, 6:4           |
| 21.11. | ATP World Tour Finals London, Vereinigtes Königreich Hartplatz (i) 8E / 8D – $ 5.070.000                                | Roger Federer                      | Jo-Wilfried Tsonga                   | 6:3, 6:76, 6:3     |
| 21.11. | ATP World Tour Finals London, Vereinigtes Königreich Hartplatz (i) 8E / 8D – $ 5.070.000                                | Maks Mirny Daniel Nestor           | Mariusz Fyrstenberg Marcin Matkowski | 7:5, 6:3           |
| 28.11. | Davis Cup – Finale | Davis Cup – Finale                 | Davis Cup – Finale                   | Davis Cup – Finale |

- 1 Turnierbeginn (ohne Qualifikation)
- 2 Das Kürzel „(i)“ (= indoor) bedeutet, dass das betreffende Turnier in einer Halle ausgetragen wird.

## Weltrangliste zu Saisonende
| Pos. | Spieler            | Punkte |
| ---- | ------------------ | ------ |
| 1.   | Novak Đoković      | 13630  |
| 2.   | Rafael Nadal       | 9595   |
| 3.   | Roger Federer      | 8170   |
| 4.   | Andy Murray        | 7380   |
| 5.   | David Ferrer       | 4925   |
| 6.   | Jo-Wilfried Tsonga | 4335   |
| 7.   | Tomáš Berdych      | 3700   |
| 8.   | Mardy Fish         | 2965   |
| 9.   | Janko Tipsarević   | 2595   |
| 10.  | Nicolás Almagro    | 2380   |

| Pos. | Spieler              | Punkte |
| ---- | -------------------- | ------ |
| 1.   | Bob Bryan            | 9920   |
| 1.   | Mike Bryan           | 9920   |
| 3.   | Maks Mirny           | 8210   |
| 3.   | Daniel Nestor        | 8210   |
| 5.   | Michaël Llodra       | 7500   |
| 5.   | Nenad Zimonjić       | 7500   |
| 7.   | Mahesh Bhupathi      | 5270   |
| 8.   | Leander Paes         | 5170   |
| 9.   | Aisam-ul-Haq Qureshi | 4720   |
| 10.  | Philipp Petzschner   | 4620   |

## Turniersieger

### Einzel
| Platz | Spieler               | Siege | Grand Slam | Tour Final | Masters 1000 | World Tour 500 | World Tour 250 | Hartplatz | Sand | Rasen | Freiplatz | Halle |
| ----- | --------------------- | ----- | ---------- | ---------- | ------------ | -------------- | -------------- | --------- | ---- | ----- | --------- | ----- |
| 1.    | Novak Đoković         | 10    | 3          |            | 5            | 1              | 1              | 6         | 3    | 1     | 10        |       |
| 2.    | Andy Murray           | 5     |            |            | 2            | 1              | 2              | 4         |      | 1     | 4         | 1     |
| 3.    | Roger Federer         | 4     |            | 1          | 1            | 1              | 1              | 4         |      |       | 1         | 3     |
| 3.    | Robin Söderling       | 4     |            |            |              | 1              | 3              | 3         | 1    |       | 2         | 2     |
| 5.    | Nicolás Almagro       | 3     |            |            |              |                | 3              |           | 3    |       | 3         |       |
| 5.    | Rafael Nadal          | 3     | 1          |            | 1            | 1              |                |           | 3    |       | 3         |       |
| 7.    | Juan Martín del Potro | 2     |            |            |              |                | 2              | 1         | 1    |       | 2         |       |
| 7.    | David Ferrer          | 2     |            |            |              | 1              | 1              | 1         | 1    |       | 2         |       |
| 7.    | Marcel Granollers     | 2     |            |            |              | 1              | 1              | 1         | 1    |       | 1         | 1     |
| 7.    | John Isner            | 2     |            |            |              |                | 2              | 1         |      | 1     | 2         |       |
| 7.    | Gilles Simon          | 2     |            |            |              | 1              | 1              | 1         | 1    |       | 2         |       |
| 7.    | Janko Tipsarević      | 2     |            |            |              |                | 2              | 2         |      |       |           | 2     |
| 7.    | Jo-Wilfried Tsonga    | 2     |            |            |              |                | 2              | 2         |      |       |           | 2     |
| 14.   | Kevin Anderson        | 1     |            |            |              |                | 1              | 1         |      |       | 1         |       |
| 14.   | Pablo Andújar         | 1     |            |            |              |                | 1              |           | 1    |       | 1         |       |
| 14.   | Tomáš Berdych         | 1     |            |            |              | 1              |                | 1         |      |       | 1         |       |
| 14.   | Marin Čilić           | 1     |            |            |              |                | 1              | 1         |      |       |           | 1     |
| 14.   | Nikolai Dawydenko     | 1     |            |            |              |                | 1              |           | 1    |       | 1         |       |
| 14.   | Ivan Dodig            | 1     |            |            |              |                | 1              | 1         |      |       |           | 1     |
| 14.   | Oleksandr Dolhopolow  | 1     |            |            |              |                | 1              |           | 1    |       | 1         |       |
| 14.   | Juan Carlos Ferrero   | 1     |            |            |              |                | 1              |           | 1    |       | 1         |       |
| 14.   | Mardy Fish            | 1     |            |            |              |                | 1              | 1         |      |       | 1         |       |
| 14.   | Ernests Gulbis        | 1     |            |            |              |                | 1              | 1         |      |       | 1         |       |
| 14.   | Robin Haase           | 1     |            |            |              |                | 1              |           | 1    |       | 1         |       |
| 14.   | Philipp Kohlschreiber | 1     |            |            |              |                | 1              |           |      | 1     | 1         |       |
| 14.   | Florian Mayer         | 1     |            |            |              |                | 1              |           | 1    |       | 1         |       |
| 14.   | Gaël Monfils          | 1     |            |            |              |                | 1              | 1         |      |       |           | 1     |
| 14.   | Milos Raonic          | 1     |            |            |              |                | 1              | 1         |      |       |           | 1     |
| 14.   | Tommy Robredo         | 1     |            |            |              |                | 1              |           | 1    |       | 1         |       |
| 14.   | Andy Roddick          | 1     |            |            |              | 1              |                | 1         |      |       |           | 1     |
| 14.   | Andreas Seppi         | 1     |            |            |              |                | 1              |           |      | 1     | 1         |       |
| 14.   | Radek Štěpánek        | 1     |            |            |              | 1              |                | 1         |      |       | 1         |       |
| 14.   | Ryan Sweeting         | 1     |            |            |              |                | 1              |           | 1    |       | 1         |       |
| 14.   | Dmitri Tursunow       | 1     |            |            |              |                | 1              |           |      | 1     | 1         |       |
| 14.   | Stanislas Wawrinka    | 1     |            |            |              |                | 1              | 1         |      |       | 1         |       |

### Doppel
| Platz | Spieler              | Siege | Grand Slam | Tour Final | Masters 1000 | World Tour 500 | World Tour 250 | Hartplatz | Sand | Rasen | Freiplatz | Halle |
| ----- | -------------------- | ----- | ---------- | ---------- | ------------ | -------------- | -------------- | --------- | ---- | ----- | --------- | ----- |
| 1.    | Bob Bryan            | 8     | 2          |            | 2            | 1              | 3              | 3         | 3    | 2     | 6         | 2     |
| 1.    | Mike Bryan           | 8     | 2          |            | 2            | 1              | 3              | 3         | 3    | 2     | 6         | 2     |
| 3.    | František Čermák     | 4     |            |            |              |                | 4              | 1         | 2    | 1     | 3         | 1     |
| 3.    | Michaël Llodra       | 4     |            |            | 1            | 3              |                | 4         |      |       | 3         | 1     |
| 3.    | Maks Mirny           | 4     | 1          | 1          | 1            | 1              |                | 3         | 1    |       | 2         | 2     |
| 3.    | Daniel Nestor        | 4     | 1          | 1          | 1            | 1              |                | 3         | 1    |       | 2         | 2     |
| 3.    | Aisam-ul-Haq Qureshi | 4     |            |            | 1            |                | 3              | 3         |      | 1     | 2         | 2     |
| 3.    | Horia Tecău          | 4     |            |            |              | 1              | 3              | 1         | 3    |       | 3         | 1     |
| 3.    | Nenad Zimonjić       | 4     |            |            | 1            | 3              |                | 4         |      |       | 3         | 1     |
| 10.   | Mahesh Bhupathi      | 3     |            |            | 2            |                | 1              | 3         |      |       | 3         |       |
| 10.   | Rohan Bopanna        | 3     |            |            | 1            |                | 2              | 2         |      | 1     | 1         | 2     |
| 10.   | Daniele Bracciali    | 3     |            |            |              |                | 3              |           | 2    | 1     | 3         |       |
| 10.   | Eric Butorac         | 3     |            |            |              |                | 3              | 1         | 2    |       | 2         | 1     |
| 10.   | Scott Lipsky         | 3     |            |            |              | 1              | 2              | 2         | 1    |       | 2         | 1     |
| 10.   | Oliver Marach        | 3     |            |            |              | 1              | 2              | 1         | 2    |       | 3         |       |
| 10.   | Jürgen Melzer        | 3     | 1          |            |              | 1              | 1              | 2         | 1    |       | 2         | 1     |
| 10.   | Leander Paes         | 3     |            |            | 2            |                | 1              | 3         |      |       | 3         |       |
| 10.   | Philipp Petzschner   | 3     | 1          |            |              | 1              | 1              | 2         | 1    |       | 2         | 1     |
| 10.   | Filip Polášek        | 3     |            |            |              |                | 3              | 1         | 2    |       | 2         | 1     |
| 10.   | Jean-Julien Rojer    | 3     |            |            |              |                | 3              | 1         | 2    |       | 2         | 1     |
| 21.   | Simone Bolelli       | 2     |            |            |              |                | 2              |           | 2    |       | 2         |       |
| 21.   | Lukáš Dlouhý         | 2     |            |            |              |                | 2              | 2         |      |       | 2         |       |
| 21.   | Matthew Ebden        | 2     |            |            |              |                | 2              | 1         |      | 1     | 2         |       |
| 21.   | Jonathan Erlich      | 2     |            |            |              |                | 2              | 1         |      | 1     | 2         |       |
| 21.   | Santiago González    | 2     |            |            |              | 1              | 1              |           | 2    |       | 2         |       |
| 21.   | Paul Hanley          | 2     |            |            |              |                | 2              | 2         |      |       | 2         |       |
| 21.   | Robert Lindstedt     | 2     |            |            |              |                | 2              |           | 2    |       | 2         |       |
| 21.   | Xavier Malisse       | 2     |            |            | 1            |                | 1              | 2         |      |       | 2         |       |
| 21.   | Marcelo Melo         | 2     |            |            |              |                | 2              |           | 2    |       | 2         |       |
| 21.   | Jamie Murray         | 2     |            |            |              | 1              | 1              | 2         |      |       | 1         | 1     |
| 21.   | Andy Ram             | 2     |            |            |              |                | 2              | 1         |      | 1     | 2         |       |
| 21.   | Rajeev Ram           | 2     |            |            |              |                | 2              | 2         |      |       | 1         | 1     |
| 21.   | Bruno Soares         | 2     |            |            |              |                | 2              |           | 2    |       | 2         |       |
| 34.   | Alex Bogomolow       | 1     |            |            |              |                | 1              | 1         |      |       | 1         |       |
| 34.   | Jamie Cerretani      | 1     |            |            |              |                | 1              | 1         |      |       | 1         |       |
| 34.   | Oleksandr Dolhopolow | 1     |            |            | 1            |                |                | 1         |      |       | 1         |       |
| 34.   | Colin Fleming        | 1     |            |            |              |                | 1              | 1         |      |       |           | 1     |
| 34.   | Fabio Fognini        | 1     |            |            |              |                | 1              |           | 1    |       | 1         |       |
| 34.   | Marcel Granollers    | 1     |            |            |              |                | 1              | 1         |      |       | 1         |       |
| 34.   | Robin Haase          | 1     |            |            |              |                | 1              | 1         |      |       |           | 1     |
| 34.   | Victor Hănescu       | 1     |            |            |              | 1              |                |           | 1    |       | 1         |       |
| 34.   | Ryan Harrison        | 1     |            |            |              |                | 1              |           |      | 1     | 1         |       |
| 34.   | Ross Hutchins        | 1     |            |            |              |                | 1              | 1         |      |       |           | 1     |
| 34.   | John Isner           | 1     |            |            | 1            |                |                |           | 1    |       | 1         |       |
| 34.   | Michail Juschny      | 1     |            |            |              | 1              |                | 1         |      |       | 1         |       |
| 34.   | Mark Knowles         | 1     |            |            |              |                | 1              | 1         |      |       | 1         |       |
| 34.   | Marc López           | 1     |            |            |              |                | 1              | 1         |      |       | 1         |       |
| 34.   | Leonardo Mayer       | 1     |            |            |              |                | 1              |           | 1    |       | 1         |       |
| 34.   | Andy Murray          | 1     |            |            |              | 1              |                | 1         |      |       | 1         |       |
| 34.   | Rafael Nadal         | 1     |            |            |              |                | 1              | 1         |      |       | 1         |       |
| 34.   | Dick Norman          | 1     |            |            |              |                | 1              | 1         |      |       |           | 1     |
| 34.   | Alexander Peya       | 1     |            |            |              | 1              |                |           | 1    |       | 1         |       |
| 34.   | Sam Querrey          | 1     |            |            | 1            |                |                |           | 1    |       | 1         |       |
| 34.   | Tommy Robredo        | 1     |            |            |              |                | 1              | 1         |      |       | 1         |       |
| 34.   | André Sá             | 1     |            |            |              |                | 1              | 1         |      |       |           | 1     |
| 34.   | Adil Shamasdin       | 1     |            |            |              |                | 1              | 1         |      |       | 1         |       |
| 34.   | Ken Skupski          | 1     |            |            |              |                | 1              | 1         |      |       |           | 1     |
| 34.   | Serhij Stachowskyj   | 1     |            |            |              | 1              |                | 1         |      |       | 1         |       |
| 34.   | Potito Starace       | 1     |            |            |              |                | 1              |           | 1    |       | 1         |       |
| 34.   | Horacio Zeballos     | 1     |            |            |              |                | 1              |           | 1    |       | 1         |       |

## Rücktritte
Folgende Spieler beendeten 2011 ihre Tenniskarriere:
- Nicolás Lapentti – 18. Januar 2011[1]
- Mario Ančić – 22. Februar 2011[2]
- Harel Levy – 1. März 2011[3]
- Joachim Johansson – 17. März 2011[4]
- Santiago Ventura – 4. Mai 2011[5]
- Ramón Delgado – 25. Mai 2011[6]
- Óscar Hernández – 14. Juli 2011[7]
- Kristof Vliegen – 14. Juli 2011[8]
- Simon Aspelin – 17. Juli 2011[9]
- Leoš Friedl – 27. Juli 2011
- Wesley Moodie – 29. Juli 2011[10]
- Stefan Koubek – 31. Juli 2011[11]
- Gastón Gaudio – 30. August 2011[12]
- Yves Allegro – Ende September 2011[13]
- Ashley Fisher – 17. Oktober 2011[14]
- Thomas Muster – 25. Oktober 2011[15]